# HC Rudá hvězda Kunlun
HC Rudá hvězda Kunlun (českým přepisem Kchun-lun) byl čínský hokejový klub působící v hlavním městě Pekingu. Od sezóny 2016/17 do 2024/25 hrál v nadnárodní lize KHL. 7. srpna 2025 se klub přestěhoval do Šanghaje, kde bude působit pod novým názvem Šanghajští Draci.

## Historie
V listopadu 2015 zahájil klub jednání s předsedou Kontinentální hokejové ligy Gennadijem Timčenkem o možném vstupu klubu do této soutěže. V březnu 2016 podepsal předseda představenstva Ngok Jen Jü spolu s předsedou Hokejovou federací Ruska Vladislavem Treťjakem a předsedou KHL Timčenkem předběžnou dohodu, ve které byl dohodnut záměr vstupu klubu do KHL v sezóně 2016/17 a tým musel do 30. dubna 2016 předložit finanční záruky.
25. června 2016 Rada ředitelů KHL odsouhlasila vstup klubu do KHL. 24. července 2016 hrál tým svůj první přátelský zápas s Traktor Čeljabinsk. 1. září 2016 tým vyhrál svůj debutový zápas v sezóně KHL proti Amur Chabarovsk 2-1.

## Přehled účasti v KHL
| Čína                        |        |                                                            |                      |
| Sezóny                      | Soutěž | Play off                                                   | Kapitán              |
| 2016/2017                   | KHL    | Osmifinále (prohra 1:4 na zápasy s Metallurg Magnitogorsk) | Janne Jalasvaara     |
| 2017/2018                   | KHL    | Ne                                                         | Alexej Ponikarovskij |
| 2018/2019                   | KHL    | Ne                                                         | Brandon Jip          |
| 2019/2020                   | KHL    | play off se nedohrálo do konce                             | Brandon Jip          |
| 2020/2021                   | KHL    | Ne                                                         | bez kapitána         |
| 2021/2022                   | KHL    | Ne                                                         | Brandon Jip          |
| 2022/2023                   | KHL    | Ne                                                         | Brandon Jip          |
| 2023/2024                   | KHL    | Ne                                                         | Brandon Jip          |
| 2024/2025                   | KHL    | Ne                                                         | Spencer Foo          |
| Zdroj na Eliteprospects.com |        |                                                            |                      |

## Češi a Slováci v týmu
| Ročník                                                                   | Hráči ČR                                                                 | Hráči SR                                | Link |
| ------------------------------------------------------------------------ | ------------------------------------------------------------------------ | --------------------------------------- | ---- |
| 2016/2017                                                                | nikdo                                                                    | Martin Bakoš, Tomáš Marcinko            |      |
| 2017/2018                                                                | nikdo                                                                    | Marek Ďaloga, odchod do HC Sparta Praha |      |
| 2018/2019                                                                | Ondřej Vitásek, Tomáš Mertl, Tomáš Kundrátek odchod do HC Oceláři Třinec | nikdo                                   |      |
| 2019/2020                                                                | Šimon Hrubec, Andrej Šustr                                               | Dávid Bondra                            |      |
| 2020/2021                                                                | do 6.11.2020 Šimon Hrubec, Andrej Šustr, Vojtěch Mozík                   | nikdo                                   |      |
| 2021/2022                                                                | nikdo                                                                    | nikdo                                   |      |
| 2022/2023                                                                | nikdo                                                                    | Tomáš Jurčo                             |      |
| 2023/2024                                                                | nikdo                                                                    | nikdo                                   |      |
| 2024/2025                                                                | nikdo                                                                    | Patrik Rybár, Tomáš Jurčo               |      |
| Češi - Zdroj na Eliteprospects.com Slováci - Zdroj na Eliteprospects.com |                                                                          |                                         |      |